# George Sutherland-Leveson-Gower, 3:e hertig av Sutherland
George Granville Sutherland-Leveson-Gower, 3:e hertig av Sutherland, född 19 december 1828, död 22 september 1892, var en brittisk ädling, son till George Sutherland-Leveson-Gower, 2:e hertig av Sutherland.
Mycket intresserad av järnvägsväsendet, var han en av grundarna till the Highland Railway i Skottland och bekostade ur egen ficka byggandet av the Duke of Sutherland's Railway med mera.
Gift 1849 med Anne Hay-Mackenzie, 1861 Countess of Cromartie (d. på Stafford House 1888) och ingick ett andra äktenskap 1889 med Mary Caroline Michell (1848-1912), änka efter kapten Arthur Kindersley Blair (som hertigen råkat vådaskjuta till döds under en jakt 1883) .

## Barn
- George Granville Sutherland-Leveson-Gower, Earl Gower (1850-1858)
- Cromartie Sutherland-Leveson-Gower, 4:e hertig av Sutherland (1851-1913)
- Francis Mackenzie Sutherland-Leveson-Gower, 2:e earl av Cromartie (1852–1893)
- Florence Sutherland-Leveson-Gower (1855-1881), gift med Henry Chaplin, 1:e viscount Chaplin